# Grundschneidmühle
Grundschneidmühle (auch Remschlitzer Schneidmühle genannt) ist eine Wüstung auf dem Gemeindegebiet von Wilhelmsthal im Landkreis Kronach (Oberfranken, Bayern).

## Geographie
Die Einöde lag an der Remschlitz auf einer Höhe von 414 m ü. NHN.

## Geschichte
Grundschneidmühle wurde auf dem Gemeindegebiet von Roßlach gegründet. In der Bayerischen Uraufnahme ist der Ort noch nicht verzeichnet. Erstmals namentlich erwähnt wurde sie im Jahr 1843. Die Grundschneidmühle wurde letztmals in einem amtlichen Ortsverzeichnis von 1888 namentlich erwähnt. Auf der topographischen Karte von 1890 wurde der Ort auch nicht mehr verzeichnet.

### Einwohnerentwicklung
| Jahr      | 001861 | 001871 | 001885 |
| Einwohner | 5      | 2      | 7      |
| Häuser    |        |        | 1      |
| Quelle    | [ 1 ]  | [ 7 ]  | [ 4 ]  |

## Religion
Der Ort war katholisch und gehörte zur Kirchengemeinde St. Georg in Friesen, einer Filiale von Kronach.

## Weblink
- Grundschneidmühle in der Ortsdatenbank des bavarikon, abgerufen am 20. August 2021.